# Małgorzata Kowalczyk-Marcjan
Małgorzata Kowalczyk-Marcjan (ur. 1946) – polska pedagożka i polonistka, doktor habilitowany nauk humanistycznych, profesor nadzwyczajna Chrześcijańskiej Akademii Teologicznej w Warszawie.

## Życiorys
W 1998 uzyskała na Wydziale Pedagogicznym Uniwersytetu Warszawskiego na podstawie dorobku naukowego oraz rozprawy pt. Teatr w świadomości uczniów (1985–1990) stopień doktora habilitowanego nauk humanistycznych w zakresie pedagogiki. Została nauczycielem akademickim na Wydziale Polonistyki Uniwersytetu Warszawskiego, Wydziale Filologii Polskiej Akademii Humanistycznej im. Aleksandra Gieysztora w Pułtusku. Objęła stanowisko profesor nadzwyczajnej w Wydziale Pedagogicznym Chrześcijańskiej Akademii Teologicznej w Warszawie.
Opublikowała m.in. Połączyła nas literatura. Polsko-czeskie spotkania literackie (współautorzy: Petr Poslední, Jiří Studený), Wydawnictwo Naukowe ChAT, Warszawa 2019 ISBN 978-83-60273-51-7.